# Hip Hug-Her
| Recensione                        | Giudizio    |
| --------------------------------- | ----------- |
| AllMusic                          | [ 2 ]       |
| The New Rolling Stone Album Guide | [ 3 ]       |
| Sputnikmusic                      | 3.5 (Great) |

Hip Hug-Her è un album degli Booker T. & the M.G.'s, pubblicato dalla Stax Records nel giugno del 1967.

## Tracce

### LP
Lato A
1. Hip Hug-Her – 2:22 (Steve Cropper, Allan Jones, Donald Dunn, Al Jackson Jr.) – Registrato (probabilmente) il 9 febbraio 1967 a Memphis, Tennessee (Stati Uniti)
2. Soul Sanction – 2:30 (Steve Cropper, Allan Jones, Donald Dunn, Al Jackson Jr.)
3. Get Ready – 2:45 (William Robinson)
4. More – 2:55 (Riz Ortolani, Nino Oliviero, Norman Newell, Marcello Ciorciolini)
5. Double or Nothing – 2:51 (Steve Cropper, Allan Jones, Donald Dunn, Al Jackson Jr.)
6. Carnaby St. – 2:14 (Steve Cropper, Allan Jones, Donald Dunn, Al Jackson Jr.) – Registrato (probabilmente) il 26 aprile 1967 a Memphis, Tennessee (Stati Uniti)

Lato B
1. Slim Jenkins' Joint – 2:25 (Donald Dunn, Steve Cropper, Allan Jones, Al Jackson Jr.)
2. Pigmy – 3:55 (Billy Larkin, Mel Brown, Henry Swarn)
3. Groovin' – 2:40 (Felix Cavaliere, Eddie Brigati)
4. Booker's Notion – 2:25 (Steve Cropper, Donald Dunn, Allan Jones, Al Jackson Jr.)
5. Sunny – 3:24 (Bobby Hebb) – Registrato (probabilmente) il 26 aprile 1967 a Memphis, Tennessee (Stati Uniti)

- Il brano Slim Jenkins' Joint alcune volte è riportato come Slim Jenkins' Place

## Musicisti
Hip Hug-Her
- Booker T. Jones - organo
- Steve Cropper - chitarra
- Donald Dunn - basso
- Al Jackson Jr. - batteria

Tutti gli altri brani
- Booker T. Jones - organo, pianoforte
- Steve Cropper - chitarra, pianoforte, percussioni
- Donald Dunn - basso
- Al Jackson Jr. - batteria[8]

Note aggiuntive
- Jim Stewart - produttore, supervisore
- George Rosenblatt - fotografia copertina album originale
- Loring Eutemey - design copertina album originale
- Deanie Catron - note retrocopertina album originale[9]

## Classifica
Album
| Anno | Classifica             | Posizione raggiunta |
| ---- | ---------------------- | ------------------- |
| 1967 | Billboard 200          | 35                  |
| 1967 | Top R&B/Hip-Hop Albums | 4                   |

Singoli
| Anno | Titolo del brano    | Classifica            | Posizione raggiunta |
| ---- | ------------------- | --------------------- | ------------------- |
| 1967 | Hip Hug-Her         | Billboard Hot 100     | 37                  |
| 1967 | Groovin'            | Billboard Hot 100     | 21                  |
| 1967 | Slim Jenkin's Place | Billboard Hot 100     | 70                  |
| 1967 | Hip Hug-Her         | Hot R&B/Hip-Hop Songs | 6                   |
| 1967 | Groovin'            | Hot R&B/Hip-Hop Songs | 10                  |